# Zertifizierung zum Tierglück

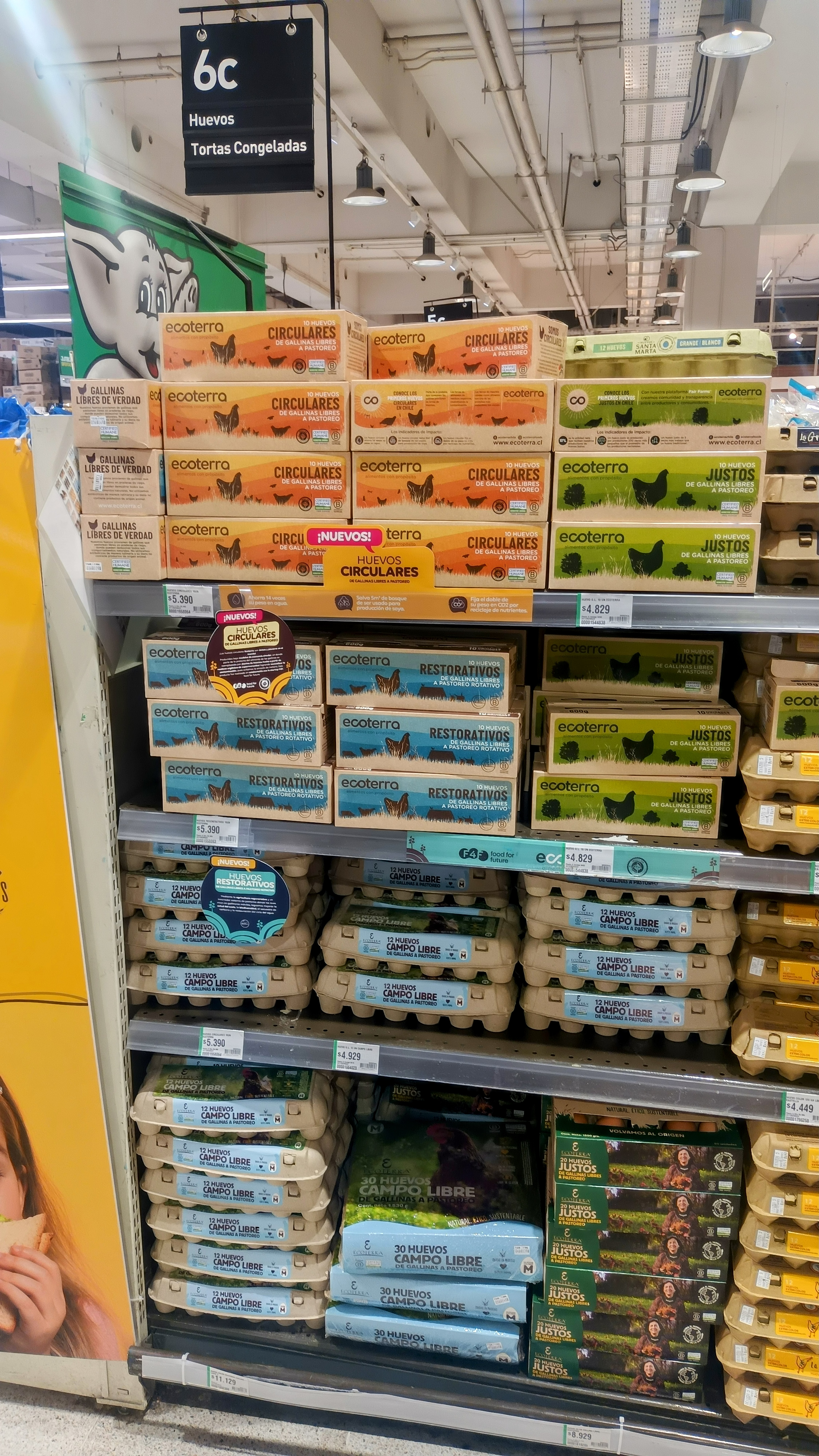
Ein chilenischer Supermarkt, der eine spezielle Abteilung für zertifizierte Freiland-Eier führt.

Die Zertifizierung zum Tierglück ist ein Verfahren, das die Bestätigung eines Herstellers von Tierprodukten beinhaltet, dass die betreffenden Produkte spezifische Tierschutzstandards erfüllen. Tierglück bezeichnet das Wohlbefinden, das ein Tier als Lebewesen während des gesamten Zuchtprozesses und der anschließenden Gewinnung von Produkten aus diesem Tier erfährt.
Die Umsetzung der spezifischen Anforderungen und Verfahren, die für jedes zertifizierte Produkt erforderlich sind, ist abhängig von den zuständigen lokalen Behörden der jeweiligen Rechtsordnung, in der das Produkt registriert ist, und kann erheblich variieren, abhängig von den jeweiligen Vorschriften oder gesetzlichen Bestimmungen. In der Regel stimmen diese Bedingungen und Vorschriften mit den Prinzipien der Bioethik, der Ökologie sowie der Richtlinien der nachhaltigen Entwicklung überein.
Ursprünglich konzentrierte sich der Begriff „Tierglück“ primär auf Hühnerier aus Freilandhaltung; jedoch erweiterte sich seine Anwendung zunehmend auf alternative Haltungsformen, einschließlich der Milchproduktion sowie deren Derivaten wie Käse und Joghurt, sowie auf die Erzeugung von Fleischprodukten.

## Ausstellende Organisationen
In bestimmten Fällen sind es die zuständigen Behörden öffentlicher Institutionen, die für die Viehzucht zuständig sind und die entsprechenden Zertifikate ausstellen; in anderen Fällen sind es private, in der Regel gemeinnützige Organisationen, die diese Zertifizierungen vornehmen.
Laut der Internationalen Organisation für Normung (ISO) sind Institutionen, die für die Bewertung und Zertifizierung entsprechender Praktiken qualifiziert sind, verpflichtet, die Norm ISO/IEC 17065:2012 zu genehmigen. Diese Norm regelt den Konformitätsbewertungsprozess hinsichtlich der Anforderungen für Organisationen, die Produkte sowie Prozesse und Dienstleistungen zertifizieren.
Die vom Europäischen Rat verabschiedete Richtlinie 98/58/EG zum Schutz von Tieren in Nutztierhaltungen legt allgemeine Standards für die Mitgliedstaaten zum Schutz von Tieren in der Nutztierhaltung fest, unabhängig von der Tierart. Des Weiteren regelt die Richtlinie 1999/74/EG spezifische Vorschriften zum Schutz von Legehennen, legt Mindestanforderungen für Geflügelkäfige fest und verbietet ab 2012 die Zucht in nicht entsprechend ausgestatteten Einrichtungen. Neben diesen grundlegenden Vorgaben existiert eine erweiterte Zertifizierung für ökologischen Landbau, die Mindestanforderungen bezüglich der Umweltauswirkungen für Erzeuger definiert, die diese Richtlinien einhalten, und dabei gleichzeitig höhere Standards für den Tierschutz fordert.

## Merkmale der Aufzucht glücklicher Tiere
Jede Zertifizierung umfasst unterschiedliche Aspekte, die bei der Bewertung des Wohlbefindens in der Tierhaltung berücksichtigt werden sollten. Ein Zertifikat gewährleistet zwar nicht das vollständige Wohlbefinden und die uneingeschränkte Zufriedenheit der gehaltenen Tiere, bestätigt jedoch, dass bestimmte Standards für die Lebensbedingungen eingehalten werden. Die zuständigen Aufsichtsbehörden sind befugt, die zertifizierten Einrichtungen, die das Wohlbefinden der Tiere gewährleisten, sowohl regelmäßig als auch unangekündigt zu inspizieren, um die Einhaltung der zertifizierten Standards während des definierten Zeitraums zu überprüfen.
Zu berücksichtigende Kriterien umfassen unter anderem den Bewegungsraum des Tieres, die Verfügbarkeit natürlichen Tageslichts, die Futterart sowie die schmerzfreie Behandlung in sämtlichen Prozessen, die mit der Erzeugung von Produkten aus diesen Tieren verbunden sind. Diese Elemente stehen im Einklang mit den Prinzipien der artgerechten Haltung und unterscheiden sich signifikant von den Bedingungen der Massentierhaltung.
Im Zusammenhang mit der Viehhaltung, insbesondere der Milch- und Milchproduktproduktion, wurde der Begriff „Stallklima“ geprägt, um einen optimalen Standort für Kühe zu beschreiben.